# István Ákáb
István Ákáb (n. ? 1756, ?-d.? mai 1786, Sárospatak) a fost un scriitor, poet, dramaturg și profesor reformat maghiar.